# 수성범어W
수성범어W 또는 수성범어 더블유(영어: Suseong Beomeo W)는 대한민국 대구광역시 수성구 범어동에 위치한 아파트 단지이다. 2019년에 착공하여 2023년 12월에 완공된 아파트의 층수는 59층이고 190m 높이의 마천루이다. 총 5개 동으로 구성되어 있고 대구광역시 최고층 아파트다. 아파트와 오피스텔으로 구성되어 있는데 오피스텔은 저층에 있고 피난안전구역이 있다. 수성 SK 리더스 뷰(57층) 완공 후 대구에서 최고층 아파트가 완공되었다.

## 역사
2015년 지역주택조합으로 사업을 시작했다. 2017년 10월 17일 대구에 최고층 아파트를 짓는다고 한다. 수성범어지역주택조합 사업이 있다. 아이에스동서는 대구에 최고층 아파트를 짓는다고 한다. 2019년에 분양 후 착공하였고 미디어 파사드 등을 설치했고 2023년 12월에 완공했다. 아파트 위에 점등식이 열렸다. 같은 해 27일에 개장 후 입주가 시작되었다. 입주지정기간과 입주증 발급이 시작되었다. 입주지정기간은 2024년 3월 25일까지다.

## 높이
2020년대 완공 전에 190m를 돌파했다. 지상 59층, 지하 4층이 있다. 대구광역시 수성구 최고층 아파트다. 대한민국의 「초고층 및 지하연계 복합건축물 재난관리에 관한 특별법」에 따르면 '초고층 건축물' 이란 층수가 50층 이상 또는 높이가 200m 이상인 건축물을 말한다.

## 특징
아파트와 오피스텔 세대수는 1,868세대 주거타운이다. 아파트 세대수는 1,340세대가 있고 오피스텔 세대수는 528실이 있다. 아이에스동서 간판과 W 간판이 있다. 높은 층에는 83타워가 보인다. 프리미엄은 퍼스트 프리미엄, 랜드마크 플랜, 원더풀시티뷰가 있다. 랜드마크 디자인은 상징적인 외관디자인이고 내진내풍 설계는 지진, 태풍 등에 자연재해에 대비해 내진내풍 설계를 적용했다. 쾌적한 단지설계는 커뮤니티 등을 설계했고 1,868세대 중소형 대단지는 중소형 평면 위주로 설계했다.
디지털 시스템인 홈네트워크 시스템, 무선 AP, 실별온도조절, 주방 액정TV가 있고 안전시스템인 디지털 도어록, 부부욕실 스피커폰, 무인택배시스템, CCTV, 주차관제 시스템이 있고 절약 시스템인 에너지절감, 대기전력 자동차단 스위치, 콘센트, 일괄소등 스위치가 있다.
엘리베이터는 총 5대인 저층용 2대, 고증용 2대, 비상용 1대가 있다. 엘리베이터 속도는 250m/min으로 지상 1층에서 59층까지 올라가는데 1분도 소요되지 않는다.
주변에는 어린이놀이터와 주민운동시설이 있다. 상가입점은 총 3층으로 구성되어 있고 비즈광장, 라이프광장, 에듀광장이 있다. 또 다른 주변에는 범어동 롯데캐슬, 대구 두산위브더제니스, 수성구청, 범어역 등이 있다.

## 내부 시설
아파트, 오피스텔, 피난안전구역, 산책로, 가로공원, 어린이 놀이터, 공개공지 등이 있다. 아파트에는 피트니스센터, 실내골프연습장, 작언도서관, G·X룸, 1인 독서실, 어린이집, 사우나, 게스트룸이 있다. 4층에는 게스트룸, 멀티미디어룸, 주민회의실, 관리사무실, 경로당, 사우나, 탈의실, 실내골프연습장, 퍼팅존, 피트니스센터, G·X룸, 카페테리아, 작은도서관, 1인독서실 등이 있고 1층에는 어린이집이 있다. 오피스텔에는 피트니스센터, G·X룸, 사우나, 개인 독서실, 필라테스룸, 스터티룸 등이 있다. 2층에는 독서실, 스터디룸이 있고 G·X룸, 사우나, 피트니스센터, 필라테스룸이 있다.

### 101동
| 층수                | 용도                 |
| ------------------- | -------------------- |
| 31층 ~ 59층         | 아파트               |
| 30층                | 피난안전구역         |
| 5층 ~ 29층          | 아파트               |
| 4층                 | 주민공동시설         |
| 3층                 | 오피스텔, 조합, 일반 |
| 2층                 | 아파트               |
| 1층                 | 로비                 |
| 지하 4층 ~ 지하 2층 | 지하주차장           |

### 102동
| 층수                | 용도                |
| ------------------- | ------------------- |
| 31층 ~ 59층         | 아파트              |
| 30층                | 피난안전구역        |
| 5층 ~ 29층          | 아파트              |
| 4층                 | 주민공동시설        |
| 3층                 | 오피스텔, 조합/일반 |
| 2층                 | 아파트              |
| 1층                 | 로비                |
| 지하 4층 ~ 지하 2층 | 지하주차장          |

### 103동
| 층수                | 용도                            |
| ------------------- | ------------------------------- |
| 31층 ~ 59층         | 아파트                          |
| 30층                | 피난안전구역                    |
| 5층 ~ 29층          | 아파트                          |
| 4층                 | 주민공동시설                    |
| 3층                 | 오피스텔, 조합/일반, 조합, 일반 |
| 2층                 | 아파트                          |
| 1층                 | 로비                            |
| 지하 4층 ~ 지하 2층 | 지하주차장                      |

### 104동
| 층수                | 용도         |
| ------------------- | ------------ |
| 31층 ~ 59층         | 아파트       |
| 30층                | 피난안전구역 |
| 5층 ~ 29층          | 아파트       |
| 4층                 | 주민공동시설 |
| 3층                 | 조합, 일반   |
| 2층                 | 아파트       |
| 1층                 | 로비         |
| 지하 4층 ~ 지하 2층 | 지하주차장   |

### 105동
| 층수                | 용도                 |
| ------------------- | -------------------- |
| 31층 ~ 59층         | 아파트               |
| 30층                | 피난안전구역         |
| 5층 ~ 29층          | 아파트               |
| 4층                 | 주민공동시설         |
| 3층                 | 오피스텔, 조합, 일반 |
| 2층                 | 아파트               |
| 1층                 | 로비                 |
| 지하 4층 ~ 지하 2층 | 지하주차장           |

## 교통
- ● 대구 도시철도 2호선 - 범어역

## 같이 보기
- 대한민국의 마천루 목록
- 대구광역시의 마천루 목록
- 범어네거리 서한이다음
- 대구 두산위브더제니스
- 범어 센트럴 푸르지오